# Dom bardzo nawiedzony
Dom bardzo nawiedzony (ang. A Haunted House) – amerykański horror komediowy z 2013 roku wyreżyserowany przez Michaela Tiddesa. Wyprodukowany przez Open Road Films. Główną rolę w filmie zagrał Marlon Wayans.
Film doczekał się kontynuacji filmu Dom bardzo nawiedzony 2 rok później.
Premiera filmu miała miejsce 11 stycznia 2013 roku w Stanach Zjednoczonych. W Polsce premiera filmu odbyła się 26 maja 2014 roku na antenie Canal+.

## Opis fabuły
Malcolm (Marlon Wayans) i jego partnerka Kisha (Essence Atkins) wprowadzają się do nowego domu. Mieszkający tu demon opanowuje ciało kobiety. Malcolm jest załamany, że ucierpi na tym jego życie erotyczne. Zdesperowany, próbuje uwolnić ukochaną od złego ducha.

## Obsada
- Marlon Wayans jako Malcolm Johnson
- Essence Atkins jako Kisha Davis
- Andrew Daly jako Steve
- Nick Swardson jako Chip
- Cedric the Entertainer jako ojciec Doug Williams
- David Koechner jako ochroniarz Dan
- Dave Sheridan jako Bob
- Marlene Forte jako Rosa
- Alanna Ubach jako Jenny
- Affion Crockett jako Ray-Ray

i inni